# Кремёнки (Дальнеконстантиновский район)
Кремёнки — деревня в Дальнеконстантиновском районе Нижегородской области. Входит в состав Нижегородского сельсовета.

## География
Деревня находится в центральной части Нижегородской области, на северо-западе района, в зоне хвойно-широколиственных лесов,  у истока малой речки Пунда (правый приток реки Ункор), возле автодороги Р158,  примерно в 35 км от райцентра Дальнее Константиново. 
Ближайшие населённые пункты — Бугры в 1,5 км на юг и Елховка — в 3 км на северо-восток.

Высота центра над уровнем моря — 139 м.

### Климат
Климат характеризуется как умеренно континентальный, с коротким умеренно тёплым летом и холодной продолжительной зимой. Среднегодовая температура — 3,6 °C. Средняя температура воздуха самого тёплого месяца (июля) — 19 °C (абсолютный максимум — 37 °C); самого холодного (января) — −12 °C (абсолютный минимум — −42 °C). Продолжительность безморозного периода составляет 142 дня. Среднегодовое количество атмосферных осадков составляет 550—600 мм, из которых две трети выпадает в тёплый период. Устойчивый снежный покров устанавливается в третьей декаде ноября и держится около 140—145 дней.

## История
Согласно сведениям из справочника «XXV. Нижегородская губерния. Список населённых мест по сведениям 1864 года», Кремёнки располагались близь реки Серой Пунды и ручья, по правую сторону тракта.
В 1864 году в деревне было 28 дворов, 71 мужчина и 87 женщин.

## Население
| 2002 | 2010 |
| ---- | ---- |
| 20   | ↘12  |

По данным Всероссийской переписи населения 2002 года, в деревне проживало 20 человек (8 мужчин и 12 женщин). По данным переписи 2010 года, в деревне проживало 12 человек (4 мужчины и 8 женщин).

## Инфраструктура
Личное подсобное хозяйство с зоной сельскохозяйственного использования, индивидуальная застройка усадебного типа.

## Транспорт
Деревня доступна автотранспортом. Автобусное сообщение с райцентром. Остановка общественного транспорта «Кремёнки». 